# لوئی موتیا
لوئی موتیا (انگلیسی: Louis Mottiat; ۶ ژوئیهٔ ۱۸۸۹ – ۵ ژوئن ۱۹۷۲) دوچرخه‌سوار اهل بلژیک بود.